# Vang Lutheran Church (Manfred)

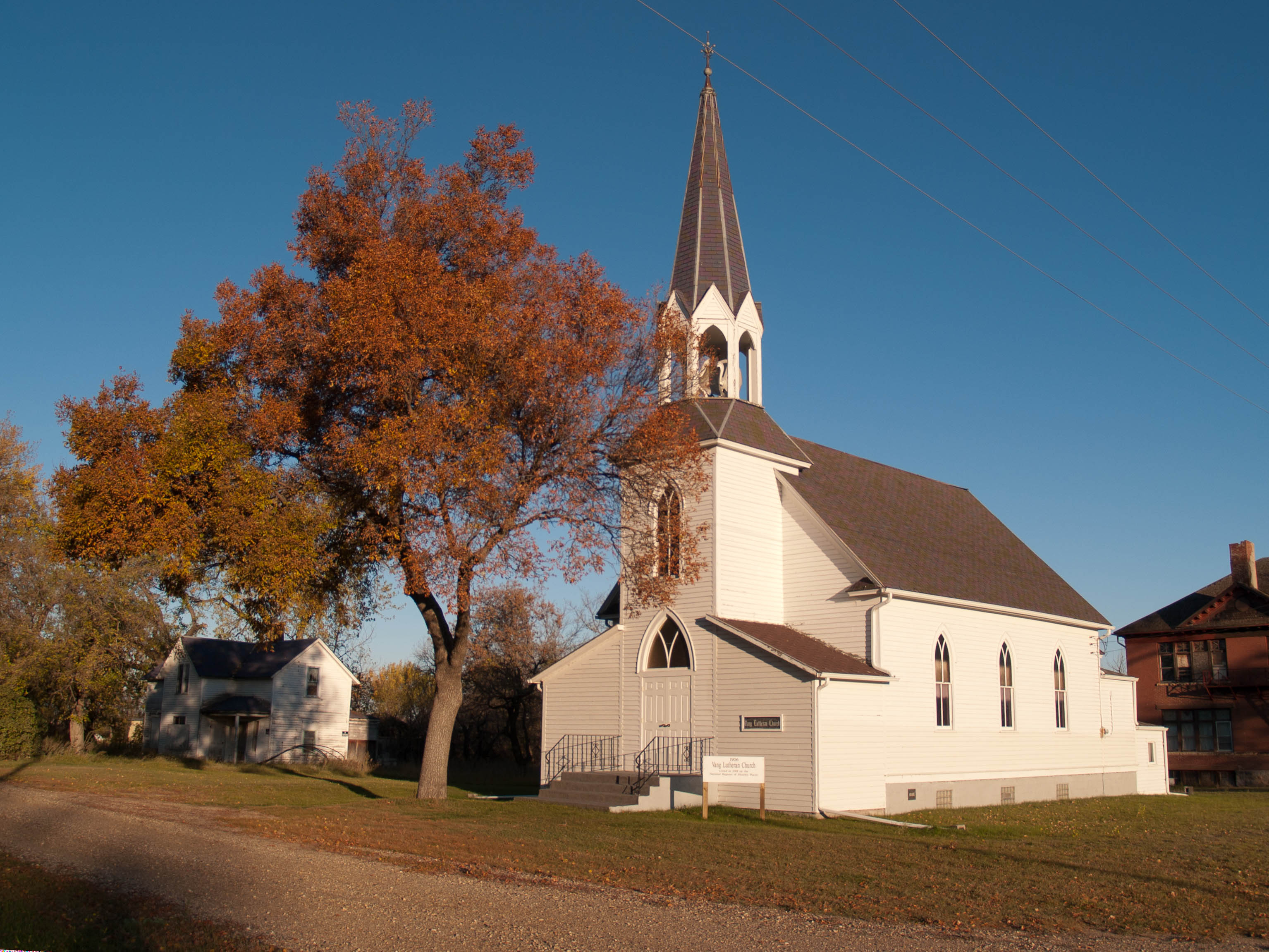
Vang Lutheran Church

Die Vang Lutheran Church ist eine evangelisch-lutherische Kirche in der Ortschaft Manfred im Wells County im US-Bundesstaat North Dakota. Sie ist die einzige erhaltene Pionierkirche in Manfred.

## Geschichte
Die Vang Lutheran Church gehört zu einer Reihe von erhaltenen Pionierkirchen dieses Namens auf den Great Plains, die durch norwegische lutherische Einwanderer erbaut wurden. In Manfred wurde die lutherische Kirchengemeinde 1896 konstituiert, die zunächst Privathäuser nutzte. 1904 konnte mit dem Bau der Kirche begonnen werden, deren Weihe 1906 stattfand. 1918 wurde die Kirche einen Straßenzug weiter auf ein neu konstruiertes Untergeschoss mit Gemeinderäumen umgesetzt. 1945 beschloss die Kirchengemeinde, neben norwegischen Gottesdiensten auch solche in englischer Sprache abzuhalten.
Die Kirchengemeinde gehört zur Evangelisch-Lutherischen Kirche in Amerika. Seit 2001 steht die Kirche unter Denkmalschutz im amerikanischen National Register of Historic Places unter der Nummer 01000674. Durch Preservation North Dakota wurde 2002 eine Renovierung des Gebäudes unterstützt.